# Lenita Perroy
Maria Helena Ribeiro Perroy (São Paulo, 1937 – 17 de janeiro de 2018), mais conhecida como Lenita Perroy, foi uma fotógrafa brasileira. Ela passou os últimos 35 anos de sua vida criando cavalos.

## Biografia
Foi formada em Engenharia Elétrica pela Escola Politécnica da USP.
Durante os anos de 1964 e 1965 Perroy trabalhou como correspondente para o jornal A Gazeta, atuando nos Estados Unidos e no Japão. Em 1966 ela retornou ao Brasil e passou a trabalhar para a revista de moda Jóia. Em julho de 1970, no ano seguinte à sua mostra no Museu de Arte Contemporânea da Universidade de São Paulo (MAC-USP), Lenita Perroy foi chamada para fazer parte da comissão responsável pela estruturação do Setor de Fotografia.
Na década de 1980 abandonou sua carreira artística e passou a se dedicar à criação de cavalos árabes em seu haras, Haras Meia Lua  em Sorocaba São Paulo. Foi a mais reconhecida criadora de cavalos árabes do Brasil e uma das mais reconhecidas criadoras de cavalos árabes de todo o mundo. Morreu em 2018.

## Trabalhos
Em 1969 é realizada a primeira exposição de fotografias do MAC-USP, intitulada Beleza de pedra: fotografias de Lenita Perroy. O trabalho de Perroy foi exibido entre 2 e 27 de abril, e continha o retrato de 57 mulheres que, de acordo com análise da fotógrafa, "foram petrificadas pela eternidade nessas fotografias". De acordo com Walter Zanini, curador do MAC-USP na época, a exposição foi fechada pelos militares, o que fez com que as obras não fossem incorporadas ao acervo do Museu.

### Filmografia
- Mestiça, a Escrava Indomável (1974);[5]
- A noiva da noite (1974).[6]